# Walther-Schreiber-Platz (metrostation)
Walther-Schreiber-Platz is een station van de metro van Berlijn, gelegen bij het gelijknamige plein in het zuiden van het stadsdeel Friedenau, tegen de grens met Steglitz. Het metrostation werd geopend op 29 januari 1971 en was op dat moment het zuidelijke eindpunt van lijn U9, die drie jaar later werd verlengd naar Rathaus Steglitz. De Walther-Schreiber-Platz, die de kruising vormt van de Bundesallee, de Rheinstraße en de Schloßstraße, is genoemd naar Walther Schreiber, de tweede Regierender Bürgermeister van West-Berlijn. Een grote publiekstrekker nabij station Walther-Schreiber-Platz is het winkelcentrum Forum Steglitz.
In augustus 1961, twee weken na de bouw van de Muur, vervoerde lijn G, de huidige U9, de eerste reizigers tussen de stations Leopoldplatz en Spichernstraße. Reeds een jaar later begonnen de werkzaamheden aan de eerste zuidelijke verlenging van de lijn, via de Bundesallee door Wilmersdorf en Friedenau richting Steglitz. Na een bouwtijd van negen jaar vond de lijn zijn nieuwe eindpunt aan de Walther-Schreiber-Platz. De metrobouw in West-Berlijn kende in deze periode dankzij de vele subsidies van de bondsregering een ware bloei. Op 29 januari 1971 kreeg niet alleen lijn 9 er vijf stations bij maar werd ook lijn 7 naar het westen verlengd.
Walther-Schreiber-Platz, gebouwd tussen 1967 en 1969, werd zoals de overgrote meerderheid van de naoorlogse Berlijnse metrostations ontworpen door Senatsbaudirektor Rainer Rümmler. De wanden kregen een bekleding van blauwe asbestcementplaten, onderbroken door een horizontale witte band waarin de stationsnaam geschreven is. Een vrijwel identiek ontwerp is te vinden in de stations Bayerischer Platz, Eisenacher Straße en Rudow, alle eveneens van de hand van Rümmler. De architectonische bijzonderheid van station Walther-Schreiber-Platz is dan ook veeleer te zoeken in het dak, dat bestaat uit elkaar in de lengte van het station opvolgende tongewelfjes. Een dergelijke dakconstructie (Kappendecke) is karakteristiek voor de Berlijnse metrostations uit het begin van de 20e eeuw, die met name op lijn U2 te vinden zijn.
Een tweede bijzonderheid van het station is de aanwezigheid van een ongebruikt perron in ruwbouw. Dit perron, bestemd voor de ooit geplande lijn 10, bevindt zich onder de Rheinstraße, zodat het metrostation in zijn geheel de vorm van een V heeft. De U10 zou tussen de stations Walther-Schreiber-Platz en Rathaus Steglitz parallel aan lijn 9 lopen, waardoor dit traject werd gebouwd met ruimte voor vier sporen. In station Schloßstraße zouden beide lijnen in dezelfde richting aan hetzelfde perron stoppen, om een cross-platform-overstap mogelijk te maken en in de stations Walther-Schreiber-Platz en Rathaus Steglitz zouden de lijnen weer splitsen. Lijn 10 werd echter nooit gebouwd, zodat op de twee niveaus van station Schloßstraße slechts één spoor in gebruik is en de stations Rathaus Steglitz en Walther-Schreiber-Platz beide over een spookverdieping beschikken. Inmiddels is de U10, althans in zijn oorspronkelijk voorziene vorm, uit de plannen verdwenen, zodat Walther-Schreiber-Platz zijn functie als overstapstation nooit zal vervullen.
Aan beide uiteinden van het eilandperron van het metrostation leiden uitgangen via een tussenverdieping naar de Bundesallee en de Walther-Schreiber-Platz. In de zuidelijke stationshal bevindt zich tevens de (afgesloten) verbinding met het ongebruikte U10-perron. Het station is sinds juli 2007, toen 2 liften in gebruik werden genomen, drempelvrij toegankelijk.